# Eryphanis automedaena
Eryphanis automedaena är en fjärilsart som beskrevs av Jacob Hübner 1818. Eryphanis automedaena ingår i släktet Eryphanis och familjen praktfjärilar. Inga underarter finns listade i Catalogue of Life.